# حزرة الجنوب
 مركز حزرة  جنوب شرق منطقة المدينة المنورة وتتبع لمحافظة الحناكية وتبعد عنها 156 كم

## التاريخ
مركز حزرة يقع جنوب شرق منطقة المدينة المنورة تابع لمحافظة الحناكية طلب الأمير مريبد بن ربيق اللذي التقى بالملك فيصل بن عبد العزيز آل سعود عدة مرات، وحصل منه على تخصيص منطقة حزرة كمورد سايق لبني عمرو مما مكنهم في تكوين بلده عامرة لبني عمرو وغيرهم من القبائل ونزلها اخوه الأمير عوض بن ربيق ومعه ربعه الربقة من بني عمرو

## السكان
يبلغ عدد سكان حزرة 2.000 نسمة وسكانها هم الربقة من بني عمرو من حرب

## الموقع الجغرافي
تقع جنوب شرق منطقة المدينة المنورة وتبعد عن المدينةالمنورة 95 كم وعن محافظة الحناكية
156 كم . وعن محافظةمهد الذهب 96 كم .

## المناخ
تميز المدينة المنورة وضواحيها بمناخ جاف إذ يسود  بها المناخ الصحراوي، والذي يتميز بالجفاف وقلة سقوط الأمطار، و درجات حرارة عالية تتراوح بين 30° و45° مئوية في فصل الصيف،[566] أما فيفصل الشتاء فيكون الجو ممطراً، ويكثر هطول المطر